# Vol nuptial

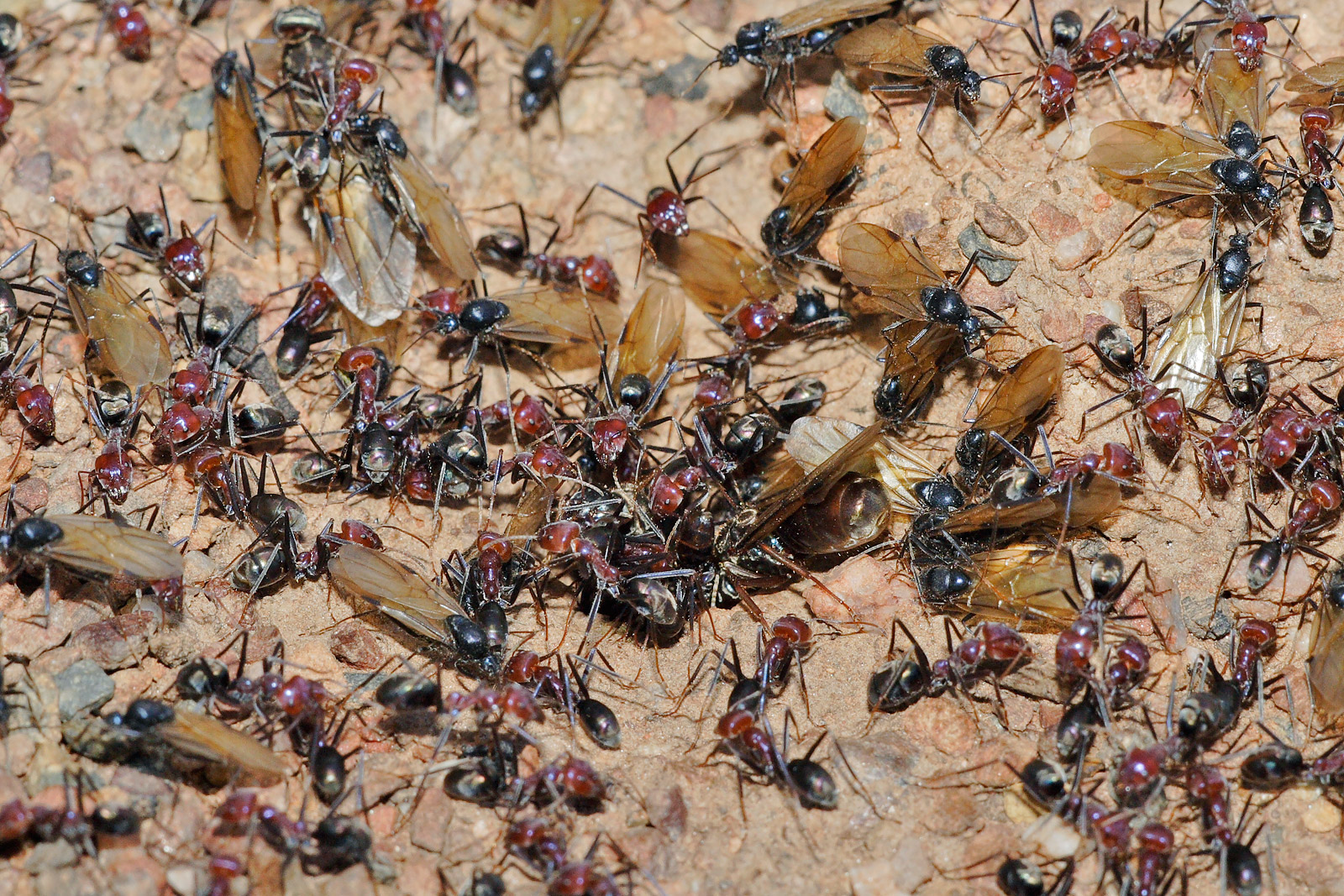
Iridomyrmex purpureus.

Le vol nuptial est une étape importante lors de la reproduction de la plupart des fourmis, termites ainsi que quelques espèces d'abeilles. Lors de ce vol, les reines vierges s'accouplent avec les mâles, puis se posent pour fonder de nouvelles colonies ou, dans le cas des abeilles, assurent la succession d'une colonie déjà existante.

## Étapes

### Avant le vol

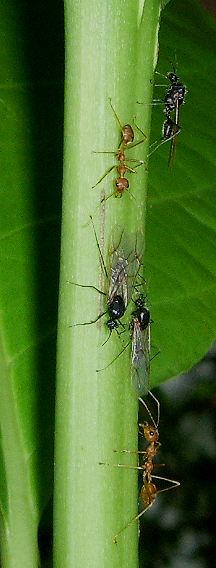
Mâle Oecophylla ailé se préparant à son vol nuptial.

Une colonie de fourmis mature produit périodiquement des reines et mâles ailés. Les œufs non fertilisés donnent naissance à des mâles alors que les œufs fertilisés donnent des ouvrières stériles. Ces derniers peuvent également produire des reines si les larves reçoivent un traitement particulier.
Quelques jours après leur sortie de la pupe, les mâles sont rapidement préparés à effectuer leur seule tâche : la reproduction. Les jeunes reines et mâles demeurent dans leur colonie jusqu'à leur vol nuptial. Ce dernier nécessite un temps clair, la pluie nuisant au vol des insectes.
Plusieurs colonies de la même espèce utilisent souvent un signal environnemental pour synchroniser l'envol des mâles et femelles afin que ces derniers puissent s'accoupler avec des spécimens provenant d'autres nids, pour notamment éviter la consanguinité. Cette synchronicité permet également de saturer les prédateurs.